# Accident aérien de Yablonovo
L'accident aérien de Iablonovo survient le 24 janvier 2024 vers 11 h 0 du matin, heure locale, lorsqu'un avion de transport militaire Iliouchine Il-76 de l'armée de l'air russe (transportant, selon la Russie, des prisonniers de guerre ukrainiens, ainsi que six membres d'équipage et trois gardes) s'écrase près de la frontière ukrainienne dans le district de Korotchanski (en), en Russie, tuant tous les passagers à bord. Toujours selon la Russie, les prisonniers de guerre devaient être échangés lors d'un échange,,,.

## Accident
L'Iliouchine Il-76 est un avion de transport militaire quadriréacteur de grande capacité pouvant transporter 140 passagers et plus de 40 tonnes de matériel, il est immatriculé RA-78830 et rentre en service en 1990. Les autorités russes affirment que 65 des occupants étaient des soldats ukrainiens prisonniers de guerre. Six autres membres d'équipage russes et trois gardes sont également à bord. Ces affirmations ne sont pas étayées par des preuves provenant de fonctionnaires. Le ministère russe de la Défense a déclaré que l'accident s'est produit "lors d'un vol de routine". Les 65 soldats ukrainiens sont transportés par avion vers l'oblast de Belgorod pour un échange de prisonniers au poste frontière de Kolotilovka (en) à 100 kilomètres à l'ouest de la ville de Belgorod. L'armée russe déclare que le vol provient de la base aérienne Chkalovskii, près de Moscou.
L'accident se produit dans un champ à environ 5 à 6 km de Iablonovo (en), selon le recteur du village. Selon Viktor Bondarev, ancien commandant en chef des forces aérospatiales russes, un impact externe est signalé par l'équipage avant le crash. Peu avant l'accident, le gouverneur de l'oblast de Belgorod, Viatcheslav Gladkov, annonce qu'une « alerte missile » est activée dans la région et exhorte les habitants à se mettre à l'abri.

## Réactions
Le ministère russe des Affaires étrangères accuse l'Ukraine d'avoir abattu l'avion, le qualifiant d'acte « barbare », suggérant qu'il est abattu par trois missiles, soit Patriot ou IRIS. Le ministère ne fournit aucune preuve suggérant une implication ukrainienne. Le ministère russe de la Défense affirme que l'avion est abattu par deux missiles tirés depuis la région de Lyptsi, de l'autre côté de la frontière dans l'oblast de Kharkiv. Andreï Kartapolov, président du comité de défense de la Douma d'État de Russie, affirme qu'un deuxième avion en route pour transporter 80 prisonniers de guerre ukrainiens change de cap à la suite de l'incident, ajoutant qu'« il ne peut plus y avoir de discussion de tout autre échange [de prisonniers] ».
Une alerte aérienne nationale est brièvement déclarée en Ukraine à la suite de l'accident. L'Ukrayinska Pravda rapporte que des sources de l'état-major ukrainien déclarent que l'avion transporte des missiles S-300 et que l'Ukraine a abattu l'avion. L'Ukrayinska Pravda modifie par la suite le rapport pour indiquer que cela n'indique pas une implication ukrainienne,. L'agence ukrainienne chargée des prisonniers de guerre avertit que la Russie « menait activement des opérations d'information spéciales contre l'Ukraine, qui visent à déstabiliser la société ukrainienne ».
Selon un porte-parole de la Direction principale du renseignement ukrainien, un échange de prisonniers entre la Russie et l'Ukraine est prévu le jour de l'accident. Cependant, le porte-parole déclare que cela ne s'est pas produit.

## Conséquences
Le gouverneur de l'oblast de Belgorod, Viatcheslav Gladkov, indique sur Telegram qu'"une équipe d'enquête et des services d'urgence" sont déployés sur le lieu de l'accident, ajoutant qu'il s'est "rendu dans le district". Il déclare également qu'il n'y a aucun survivant. Les secours arrivent sur les lieux de l'accident et une équipe d'enquêteurs est également déployée par les forces aérospatiales russes. Gladkov déclare que les enquêteurs sont présents sur le site.